# Triptych
Triptych — сборник американской группы Bloodrock, изданный в сентябре 2000 года.

## Об альбоме
Сборник состоит из двух дисков, на которые включены два последних альбома группы, Passage (треки 1—9 на диске 1) и Whirlwind Tongues (треки 10—14 на диске 1 и треки 1—4 на диске 2), а также композиции с альбома Unspoken Words (треки 5—13 на диске 2), который был записан в 1974 году, но не был издан.
Сборник охватывает позднюю прогрессив-роковую эру Bloodrock, с вокалистом Уорреном Хэмом.

## Список композиций

### Диск 1
| №                   | Название                    | Автор(ы)                     | Длительность |
| ------------------- | --------------------------- | ---------------------------- | ------------ |
| 1.                  | «Help Is on the Way»        | Рик Кобб, Стиви Хилл         | 4:34         |
| 2.                  | «Scottsman»                 | Уоррен Хэм, Ник Тейлор, Хилл | 3:45         |
| 3.                  | «Juice»                     | Хэм, Хилл                    | 3:37         |
| 4.                  | «The Power»                 | Майк Пицш                    | 4:22         |
| 5.                  | «Lifeblood»                 | Кобб, Хэм, Хилл              | 5:39         |
| 6.                  | «Days and Nights»           | Хэм, Хилл                    | 7:56         |
| 7.                  | «Lost Fame»                 | Хэм, Хилл                    | 4:14         |
| 8.                  | «Thank You Daniel Ellsberg» | Кобб, Хилл                   | 3:13         |
| 9.                  | «Fantasy»                   | Хэм, Хилл                    | 5:24         |
| 10.                 | «It’s Gonna Be Love»        | Хэм                          | 3:25         |
| 11.                 | «Sunday Song»               | Кобб, Хэм, Хилл              | 4:22         |
| 12.                 | «Parallax»                  | Хэм, Хилл                    | 3:42         |
| 13.                 | «Voices»                    | Тейлор, Хэм                  | 3:40         |
| 14.                 | «Eleanor Rigby»             | Леннон — Маккартни           | 3:16         |
| Общая длительность: | Общая длительность:         | Общая длительность:          | 61:19        |

### Диск 2
| №                   | Название                       | Автор(ы)            | Длительность |
| ------------------- | ------------------------------ | ------------------- | ------------ |
| 1.                  | «Stilled By Whirlwind Tongues» | Тейлор, Хэм, Кобб   | 5:38         |
| 2.                  | «Guess What I Am»              | Кобб, Хэм, Хилл     | 2:29         |
| 3.                  | «Lady Of Love»                 | Хэм, Хилл           | 3:59         |
| 4.                  | «Jungle»                       | Хилл                | 4:29         |
| 5.                  | «Gonna Help You»               | Мэтт Бентон         | 3:30         |
| 6.                  | «The Right Time»               | Бентон              | 2:24         |
| 7.                  | «Unspoken Words»               | Хилл                | 2:58         |
| 8.                  | «Afternoon»                    | Хилл                | 2:25         |
| 9.                  | «Chicken Fried»                | Хилл                | 2:54         |
| 10.                 | «Pogo Stick»                   | Хилл                | 2:34         |
| 11.                 | «For the Ladies»               | Хилл                | 4:34         |
| 12.                 | «Cerberus»                     | Уолден              | 3:08         |
| 13.                 | «Follow»                       | Хилл                | 3:19         |
| Общая длительность: | Общая длительность:            | Общая длительность: | 44:41        |

## Участники записи
- Уоррен Хэм — вокал, флейта, саксофон, губная гармоника
- Стиви Хилл — клавишные, бэк-вокал
- Эд Гранди — бас-гитара, бэк-вокал
- Ник Тейлор — гитара, бэк-вокал (в треках 1—14 на диске 1; 1—4 на диске 2)
- Билл Хэм — гитара, бэк-вокал (в треках 5—13 на диске 2)
- Рик Кобб — ударные (в треках 1—10, 12 на диске 1; 1, 2 на диске 2)
- Рэнди Ридер — ударные (в треках 11, 13, 14 на диске 1; 3, 4 на диске 2)
- Мэтт Бентон — ударные (в треках 5—13 на диске 2)